# Leandro (football, 1959)
Pour les articles homonymes, voir Leandro.
José Leandro de Souza Ferreira, plus connu sous le nom de Leandro, est un footballeur brésilien né le 17 mars 1959 à Cabo Frio. Il jouait latéral droit avec le CR Flamengo et l'équipe du Brésil.
Il compte 27 sélections (2 buts) en équipe nationale et a disputé la Coupe du monde 1982 (cinq matches joués).
Avec le CR Flamengo, il a joué un total de 417 matchs et marqué 14 buts.

## Clubs
- 1978 – 1990 : CR Flamengo ( Brésil)

## Palmarès
- Champion de l'État de Rio de Janeiro en 1978, 1979, 1981 et 1986 avec CR Flamengo
- Champion du Brésil en 1980, 1982, 1983  et 1987 avec CR Flamengo
- Copa Libertadores en 1981 avec CR Flamengo
- Coupe intercontinentale en 1981 avec CR Flamengo
- Coupe du Brésil en 1990 avec CR Flamengo
- Coupe Kirin en 1988 avec CR Flamengo

## Distinction
- « Ballon d'argent brésilien » en 1982 et 1985